# Bunuri mobile din domeniul artă plastică clasate în patrimoniul cultural național al României aflate în județul Bihor
Acestă listă conține bunurile mobile din domeniul artă plastică clasate în Patrimoniul cultural național al României aflate la momentul clasării în județul Bihor.

## Tezaur
| Foto | Informații generale                                                                                               | Detalii tehnice | Descriere | Deținător                       | Legături |
| ---- | --- | --- | --- | ------------------------------- | -------- |
|      | Cavaler cruciat                                                                                                   | Datare: sec. XV Școală: Școală germană Dimensiuni: 88x116,5 cm Material: ulei pe lemn                                              | Panoul redă central imaginea unui cavaler cruciat îngenunchiat, privind în sus cu mâinile împreunate în atitudine de rugăciune. E îmbrăcat în vestimentația proprie cavalerilor ioaniți. Poartă tunică roșie cu ținte, pantofi și pantani bufanți albi, ciorapi negri. De o parte și de alta a taliei atârnă două săbii lungi, de capătul celei stângi fiind agăgațe niște mănuși metalice. În stânga lucrării, pe perete e agățat un scut pictat în, alb decorat cu două linii întretăiate; sub el, pe un postament e așezat un coif de oțel tipic echipamentului de luptă medieval. | Muzeul Țării Crișurilor, Oradea | Cimec    |
|      | Iisus în slavă și Arh. Mihail ucigând demoni                                                                      | Datare: sec. XV Școală: Școală germană Dimensiuni: 184,5x139,5 cm Material: tempera pe lemn                                        | Ușă de altar cu ancadramente gotice și două scene: sus Isus Cristos tronând ca Judecător și împărat ceresc, îmbrăcat în mantia de purpură, ține globul într-o mână și binecuvântează cu cealaltă. Slava sa celestă e sugerată prin mandorla roșie simbolizând aripile de foc ale heruvimilor. E înconjurat de îngeri cu aripi cenușii care stau îngenunchiați alături de Arhanghelul Mihail ce ține o suliță; în registrul inferior, pe un fragment stâncos, Arhanghelul Mihail ce poartă tunică și steag cu cruce, însoțit de alți doi îngeri, ucid demoni negri și roșii cu aripi de liliac. Fondul poleit prezintă incizii cu elemente gotice care delimitează panourile. Ambele scene sunt flancate lateral de heruvimi cu aripi de foc, îmbracați în veșminte gotice. Face parte dintr-un altar gotic împreună cu lucrarea cu nr. de inv. 755. | Muzeul Țării Crișurilor, Oradea | Cimec    |
|      | Iisus în slavă și Arh. Mihail ucigând demoni                                                                      | Datare: sec. XV Școală: Școală germană Dimensiuni: 184,5x139,5 cm Material: tempera pe lemn                                        | Ușă de altar cu ancadramente gotice și două scene: sus - Nașterea Domnului, jos - Închinarea magilor. Fondul poleit prezintă incizii cu elemente gotice care delimitează panourile. Ambele scene sunt flancate lateral de femei în veșminte gotice, cu voaluri pe cap. Lângă Iisus copil în iesle e redat Iosif , îngândurat și doi îngeri îngenunchiați. Deasupra ieslei, printre stânci, se vede un heruvim și unul dintre păstori. A doua scenă redă Închinarea magilor, în care personajele și veșmintele cu caracter gotic sunt plasate în interiorul unor structuri arhitecturale ce anticipează spațializările geometrizate ale Renașterii timpurii. Maria, cu o siluetă gotică ține Pruncul, primind închinarea și darurile magilor. Tipologia figurilor, vestimentația și cromatica trimit la școala gotică boemiană. Face parte dintr-un altar gotic împreună cu lucrarea cu nr. de inv. 754. | Muzeul Țării Crișurilor, Oradea | Cimec    |
|      | Iisus și cei doi tâlhari Autor: Marten van Heemskercke (atribuit)                                                 | Școală: Școală olandeză Dimensiuni: 80x103,5 cm Material: ulei pe lemn                                                             | Scenă religioasă inspirată de relatarea biblică a Răstignirii (Lc 23,33). Iisus cu o figură și mâini spiritualizate, cu o expresie de resemnare, susține o cruce masivă. Lângă el, cei doi tâlhari redați seminud cu trupuri robuste și o musculatură pregnantă. Fizionomiile lor exteriorizează starea de neliniște. Scena este adusă în prim plan pentru a amplifica impactul emoțional, iar figurile se detașează prin contrast cu fundalul neutru de culoare neagră. Lucrare atribuită lui Marteen Heemskercke, reprezentant al romaniștilor din Haarlem, care a reunit în lucrările sale expresionismul nordic cu stilul lui Michelangelo. | Muzeul Țării Crișurilor, Oradea | Cimec    |
|      | Petrecere Autor: Veredael, Peter                                                                                  | Școală: Școală olandeză Dimensiuni: 70x100 cm Material: ulei pe lemn                                                               | Tabloul este o alegorie pe tema celor cinci simțuri și a celor șapte păcate, motiv frecvent în cadrul școlii flamando-olandeze. Lucrarea ilustrează o scenă de petrecere în interiorul unui han de epocă. Sunt redate personaje de condiții diferite (bețivi, jucători de cărți) stând sau discutând în jurul unei mese pline de bucate. Doi dintre comeseni țin în mână o cană cu vin, iar altul o vioară cu arcușul stricat. În colțul din dreapta - o scenă intimă în interiorul unui cort; iar în colțul stâng - o bătaie. Obiecte de interior minuțios redate, sugestia perspectivei. Scena exprimă o opoziție între vicii (lăcomia, avariția, înșelăciunea, desfrâul, mânia, invidia, lenea) și valorile vieții active (munca, corectitudinea). Obiecte și animale simbolice: vioara cu arcușul stricat - zgomotul, monedele aurii - avariția, cărțile de joc - înșelăciunea, scoicile - sexualitatea, pisica - simțul olfactiv. Simboluri pozitive: câinele - fidelitatea, cheile - ordinea, simțul răspunderii. Semnat stânga jos, cu negru: PETER VEREDAEL F., nedatat. | Muzeul Țării Crișurilor, Oradea | Cimec    |
|      | Baronul Kemeny Janos Autor: Barabás Miklós                                                                        | Datare: 1879 Școală: Școală maghiară Dimensiuni: 734x575 cm Material: ulei pe pănză                                                | Portret academist al unui bărbat de vârstă mijlocie, cu mustață și barbă castanie. Poartă costum de culoare închisă, cravată de aceeași nuanță și cămașă albă. Stă pe un fotoliu cu tapiserie roșie. Clarobscur concentrat asupra figurii portetizată realist. Semnat și datat dreapta lateral, cu negru: Barabas. | Muzeul Țării Crișurilor, Oradea | Cimec    |
|      | Madona cu pruncul Autor: Anonim flamand                                                                           | Școală: Școală flamandă, atribuit lui Gerard David (1460-1523) Dimensiuni: 44,5x31 cm Material: ulei-lemn                          | Scenă religioasă tipic renascentistă reprezentând tema Madonei cu pruncul în varianta occidentală. Maria, cu o expresie suavă și melancolică îl ține în mâini pe Iisus așezat pe o pernă albă, deasupra unei mese de lemn acoperită cu brocart. Maria, care exprimă idealul de frumusețe, puritate și grație feminină al Renașterii, poartă rochie albastră și mantie roșie, iar pe cap un acoperământ specific renascentist, prevăzut cu voal care lasă să i se vadă coafura. Copilul, îmbrăcat într-o cămașă transparentă, îi atinge bărbia cu o mână, iar în cealaltă ține o rodie. Fundal este neutru de culoare verde-oliv. Capodoperă prin știința compoziției, desenului și clarobscurului precum și prin atmosfera psihologică pe care o sugerează. Linia pură a contururilor, echilibrul compozițional renascentist, izolarea statuară a personajelor aduse în prim-planul imaginii, coexistă cu interiorizarea expresiei și dialogul lăuntric al gesturilor. Elemente cu semnificații simbolice : rodia, aluzie la Patimile lui Iisus, forma scândurii pe care este așezat-anticipare a mormântului. Vasile Drăguț atribuie lucrarea lui Gerard David, ultimul mare reprezentant al Școlii din Bruges, pe baza trăsăturilor stilistice și analogiilor cu Madona aflată în muzeul din Bruges. La fel ca și Quentin Metsys, Gerard David a reușit să contopească tradiția picturii flamande cu influențele Renașterii italiene. Nesemnat. | Muzeul Țării Crișurilor, Oradea | Cimec    |
|      | Familie românească plecând la târg (o variantă aflată la Muzeul Național de Artă Budapesta) Autor: Barabás Miklós | Datare: a doua jumătate a sec. XIX Școală: Școala academistă maghiară Dimensiuni: 148x119 cm Material: ulei-pânză                  | Variantă a unui tablou deosebit de apreciat la expozițiile internaționale, lucrarea ilustrează o viziune etnografică și peisagistă, specifică romantismului, reflectând interesul epocii pentru portretizarea etnică. Într-un peisaj cu vegetație abundentă (copaci cu frunzișul minuțios redat), un grup de țărani reprezentați în prim-plan, îmbrăcați în costume specifice regiunii Șăliște. Central - o femeie călare, flancată de doi bărbați. În dreapta grupului central, o femeie stă jos cu un coș în mână. În stânga, alte două personaje tot în straie țărănești. Veșmintele sătenilor sunt redate minuțios și realist, reflectând cu exactitate descriptivă portul specific țăranilor din Mărginimea Sibiului. În stânga, în fundal se zăresc crestele învăluite în nori ale munților. Structură compozițională de factură clasică, desen minuțios și raporturi cromatice echilibrate. | Muzeul Țării Crișurilor, Oradea | Cimec    |
|      | Compoziție 1910-1915 Autor: Mattis-Teutsch, Hans                                                                  | Datare: 1910-1915 Școală: Avangardism românesc Dimensiuni: 490 x 393 mm Material: ulei pe carton                                   | Lucrarea se încadrează în seria compozițiilor expresionist-abstracte, în care autorul își propunea să creeze opere abstracte prin mijloace pur picturale. Construcție plastică abstractă, nonfigurativă, dominată de dinamismul a spiralelor intersectate, creând impresia de mișcare. Cromatică intensă cu tonuri de verde, galben, roșu, roz, violet, brun și alb. Preocupările pur picturale referitoare la echivalențele picturale ale stărilor sufletești sunt similare cu cele ale lui Kandinsky, din aceeași perioadă. Semnat dreapta jos, cu verde-violet, cu monogramă: „M.T.”. | Muzeul Țării Crișurilor, Oradea | Cimec    |
|      | Compoziție (1916-1920), I Autor: Mattis-Teutsch, Hans                                                             | Datare: 1916-1920 Școală: Avangardism românesc Dimensiuni: 397 x 500 mm Material: ulei pe carton                                   | Lucrarea se încadrează în seria compozițiilor expresionist-abstracte, în care autorul își propunea să creeze opere abstracte prin mijloace pur picturale. Construcție plastică abstractă, nonfigurativă, dominată de o ritmică a formelor circulare și triunghiulare; unghiurile drepte orientate în sus conferă o direcție ascensională a vârtejului. Cromatică intensă, dar mai sobră, cu tonuri de albastru, verde, violet, portocaliu, roșu și alb. Preocupările pur picturale referitoare la echivalențele picturale ale stărilor sufletești sunt similare cu cele ale lui Kandinsky din aceeași perioadă. Semnat stânga jos, cu albastru și violet: „M.T.”. | Muzeul Țării Crișurilor, Oradea | Cimec    |
|      | Compoziție (1916-1920), II Autor: Mattis-Teutsch, Hans                                                            | Datare: 1916-1920 Școală: Avangardism românesc Dimensiuni: 447 x 340 mm Material: ulei pe carton                                   | Lucrarea se încadrează în seria compozițiilor expresionist-abstracte, în care autorul își propunea să creeze opere abstracte prin mijloace pur picturale. Construcție plastică abstractă, nonfigurativă, dominată de o ritmică a formelor triunghiulare intersectate; dispunerea triunghiurilor exprimă o direcție ascensională. Cromatică intensă, cu tonuri de albastru, verde, portocaliu, roz, galben și alb. Preocupările pur picturale referitoare la echivalențele picturale ale stărilor sufletești sunt similare cu cele ale lui Kandinsky, din aceeași perioadă. Semnat dreapta jos, cu albastru, cu monogr: „M.T.”. | Muzeul Țării Crișurilor, Oradea | Cimec    |
|      | Arlechin Autor: Baba, Corneliu                                                                                    | Școală: Pictură contemporană Dimensiuni: 805 x 603mm Material: ulei pe pânză                                                       | Lucrarea se încadrează în seria Arlechinilor, din ultima etapă de creație. Tabloul redă silueta monumentală, alungită a unui bărbat tânăr, pe fond neutru, cu capul ușor întors spre stânga. Portretul ilustrează una din temele preferate de autor, în intenția de a reda condiția dramatică a omului. Autorul schițează portretul psihologic al arlechinului, categorie umană și socială care poartă amprenta unei suferințe continue. Masca purtată de personaj este un simbol tragic al dedublării ființei umane. Privirea tristă, absentă din realitatea imediată, fața alungită reflectă preocuparea de a crea un portret psihologic al personajului. Semnat dreapta jos, cu ocru: „Baba”. | Muzeul Țării Crișurilor, Oradea | Cimec    |
|      | Peisaj Autor: Țuculescu, Ion                                                                                      | Datare: prima jumătate a sec XX Școală: Pictură contemporană Dimensiuni: 460 x 555 mm Material: ulei pe pânză                      | Peisaj ce aparține fazei expresioniste din creația lui Țuculescu. Temă comună cu Van Gogh, redând motivul drumului și al călătorului solitar. Autorul menține recognoscibilitatea și consistența formelor, uneori conturate cu negru (drumul, călărețul, calul). Pastă consistentă, așternută în pete de culoare, nuanțe predominant reci de verde, negru, alb și albastru. Semnat dreapta jos, cu negru: „Țuculescu”. | Muzeul Țării Crișurilor, Oradea | Cimec    |
|      | Întoarcerea lui Don Quijote Autor: Anestin, Ioan                                                                  | Datare: 1930? Școală: Școala românească interbelică Dimensiuni: L: 305 mm, l: 135 mm, î: 308 mm Material: bronz; turnare, șlefuire | Tributară formației artistului de grafician și caricaturist, lucrarea este foarte sintetic tratată, suprafețele plane, întretăiate formând linii verticale și orizontale combinate în descrescendo, sinoase. Don Quijote ne apare într-o altă ipostază: cea de om foarte obosit. Calul și călărețul formează un bloc din care se desprind capul și gâtul calului și bustul lui Don Quijote, arcuite în jos, semnificând sentimentul înfrângerii, tristeții, sacrificiului, al disprețului față de cavalerismul de tip medieval, simbol al distrugerii pragmatismului cadrelor sociale de către valorile vieții. Semnat lateral pe plintă: „ANESTIN”. | Muzeul Țării Crișurilor, Oradea | Cimec    |
|      | Flacăra albastră Autor: Brauner, Victor                                                                           | Școală: Pictor român contemporan Dimensiuni: 970 x 1300 mm Material: ulei - pânză                                                  | Lucrare a fost realizată din 1934, perioadă a colaborării artistului cu Andre Breton, care îl definește ca pictor suprarealist în catalogul primei expoziții personale pariziene a lui V. Brauner (1934). Peisaj ireal, fantezist, tipic suprarealist; viziune a unei lumi imaginare mecanizate a viitorului cu doi umanoizi cu capetele alungite. Unul din ei, reprezentat pe o pistă ține în mână o flacără albastră. Fundal bazat pe asocierea unor tonuri neutre reci de gri-albăstrui și negru. Personajul din dreapta este redat cu o structură interioară viscerală tipică viziunii suprarealiste. | Muzeul Țării Crișurilor, Oradea | Cimec    |
|      | Maternitate Autor: Baba, Corneliu                                                                                 | Datare: 1982 Școală: Pictor român contemporan Dimensiuni: 524 x 442 cm Material: Ulei - pânză                                      | Personaj feminin seminud văzut din spate, redat trei sferturi, în prim plan, din semiprofil spre stânga pe un fundal neutru de culoare vișinie. Pe umărul drept se vede capul copilului pe care femeia îl ține în brațe. Personajul e reprezentat central, ușor orientat spre stânga, într-o compoziție de factură clasică, reflectând realism anatomic, iar în domeniu coloristic o notă de gravitate. Femeia poartă o basma albă și un veșmânt în nuanțe de violet-roz, în armonie cromatică cu fundalul. Formele conturate cu negru se impun cu pregnanță, conferind impresia de soliditate a masei corporale. Efecte de clarobscur obținute prin contrast cromatic, cu ajutorul petelor de alb. Lucrarea ilustrează tema maternității abordată de artist care i-a conferit o notă specifică de umanitate gravă. | Muzeul Țării Crișurilor, Oradea | Cimec    |
|      | Nud în fotoliu Autor: Pallady, Theodor                                                                            | Datare: Prima jumătate a secolului XX Școală: Școală românească interbelică Dimensiuni: 607 x 502 mm Material: Ulei - pânză        | Lucrarea se încadrează în tipologia nudurilor feminine plasate în interioare, asociate cu elemente de natură statică (măsuță cu lfori), respectiv accesorii specifice (scrisoare, acordeon). Femeia, reprezentată din semiprofil din stânga, stă într-un fotoliu verde, cu cotul drept sprijinit pe o măsuță și ține în mână o scrisoare. În dreapta compoziției, pe jos, un acordeon, iar în fundal, un paravan decorativ cu dungi portocalii. Corpul femeii, pus în valoare de un discret joc de lumini și umbre, e conturat printr-un grafism elegant care schițează sumar formele. Capacitatea de organizare a spațiului pictural coexistă cu armonia cromatică și sugestia unei stări de evaziune. Pe scrisoare e vizibilă semnătura artistului. | Muzeul Țării Crișurilor, Oradea | Cimec    |
|      | Muza pamfletarului Autor: Tonitza, Nicolae                                                                        | Datare: 1931 Școală: Școală românească interbelică Dimensiuni: 900 x 729 mm Material: Ulei - carton                                | Reprezintă portretul unei fetițe (Viorela Șeicaru) șezând pe o canapea în romburi: poartă o fustă plisată de culoare roșu deschis dispusă în evantai, tunică de un roșu mai închis și bluză albă, fundă mare roz prinsă în păr. Sub brațul drept ține o pisică albă de jucărie. Tablou pictat în 1931 la începutul perioadei în care pictorul e preocupat în mod deosebit de decorativismul influențat de arta orientală (arabescul liniei, tratarea plată a culorii, ochii migdalati, fundalul decorativ, literele influențate de scrierea japoneză). | Muzeul Țării Crișurilor, Oradea | Cimec    |
|      | Peisaj din Cassis Autor: Grigorescu, Lucian                                                                       | Datare: Prima jumătate a secolului XX Școală: Școală românească interbelică Dimensiuni: 810 x 1000 mm Material: Ulei - pânză       | Lucrarea realizată în perioada șederii artistului la Cassis, când se afirmă ca exponent de seamă al postimpresionismului european. Peisaj panoramic inspirat din Cassis reprezentând un deal cu copaci verzi, case și oameni. Cromatică vie (nuanțe de verde - ocru, roșu, griuri albăstrii) redând vitalismul naturii vegetale transfigurate de razele soarelui. În dreapta, colțul unei clădiri pe care se vede steagul Franței, iar în stânga, oameni care privesc spre deal. Formele prind viată prin intermediul tușelor mici, picturale, de factură impresionistă. | Muzeul Țării Crișurilor, Oradea | Cimec    |
|      | Portret de aristocrată Autor: Anonim flamand                                                                      | Datare: 1640 Școală: Școală flamandă Dimensiuni: 76 x 66 cm Material: ulei pe pânză                                                | Pictorul anonim descrie cu exactitate imaginea unei femei aristocrate din secolul al XVII-lea, cu accent asupra vestimentației minuțios pictate, cu interes pentru detaliu. În prim plan, pe fond neutru, e redat portretul unei femei în costum de epocă, poartă rochie neagră cu mâneci bufante, răsfrânte din care se vede o cămașă albă, guler mare, rotund din dantelă pe 3 straturi; degetele pline de inele țin un evantai. În colțul stâng se vede o Biblie. Trăsăturile feței sunt redate realist. Gama cromatică sobră bazată pe contrastul albului cu negrul, creează o impresie de austeritate. Inscripție în latină în colțul din stânga sus: ANNO MDCXL, etatis sua XXXIV (anul 1640, vârsta ei 34). | Muzeul Țării Crișurilor, Oradea | Cimec    |
|      | Portretul lui Kossuth Lajos Autor: Barabas, Mikos                                                                 | Datare: 1885 Școală: Școală maghiară Dimensiuni: 73,5 x 57,5 cm Material: ulei pe pânză                                            | Portret academist al unui bărbat în vârstă, cu mustață și barbă albă, ochi albaștri. Poartă costum de culoare închisă, cravată de aceeași nuanță și cămașă albă; stă pe un fotoliu. Clarobscur concentrat asupra figurii portretizată realist. Semnat și datat lateral dreapta, cu negru: Barabas M. 1885. Semnat și datat lateral dreapta, cu negru: Barabas M. 1885. | Muzeul Țării Crișurilor, Oradea | Cimec    |
|      | Sfânta Familie Autor: Anonim italian                                                                              | Datare: sec. XV Școală: Școala lui Raffaellino del Garbo Dimensiuni: 84 cm Material: tempera pe lemn de cedru                      | Scenă religioasă de factură renascentistă înscrisă într-un tondo, ilustrând tema Sfintei Familii. Personajele sunt redate în prim plan, după o schemă compozițională piramidală, cu un desen pregnant specific Renașterii florentine din Ouattrocento. Sf. Maria, cu o figură melancolică îl ține în brațe pe Iisus-copil, nud, înveșmântat cu o haină transparentă. Amândoi țin un rozariu din sfere de lemn. În dreapta e redat Iosif cu toiagul pribegiei și Sf. Antonie cel Mare. În fundal se văd elemente de peisaj redând galere pe mare și zidurile unei mănăstiri. Nesemnat, nedatat. | Muzeul Țării Crișurilor, Oradea | Cimec    |

## Fond
| Foto | Informații generale                                                                                           | Detalii tehnice | Descriere | Deținător                       | Legături |
| ---- | --- | --- | --- | ------------------------------- | -------- |
|      | Iancu de Hunedoara discutând cu Ioan Vitesz Autor: Than, Mor                                                  | Datare: sec. XIX Școală: Școală maghiară Dimensiuni: 146x197 cm Material: ulei pe pânză                                                       | Tabloul se încadrează în tematica istoristă specifică romantismului. În centrul compoziției e redat Iancu de Hunedoara îmbrăcat în hlamidă și pantaloni de culoare roșie, cu o expresie meditativă, stând la masă alături de episcopul Ioan Vitesz care poartă o reverendă gri și o tichie roșie și ține o carte deschisă în mână. În colțul din dreapta se vede o altă cameră în care trei personaje stau la o masă. Descriere minuțioasă, obiectivă a detaliilor de interior (mobilier, ferestre gotice, veșminte). | Muzeul Țării Crișurilor, Oradea | Cimec    |
|      | Evanghelistul Ioan Autor: Standinger, Francesco                                                               | Datare: sec. XIX Școală: Școală italiană Dimensiuni: 153x111 cm Material: ulei pe lemn; foiță de aur                                          | Panoul îl redă central pe Sfântul Evanghelist Ioan cu pelerină și nimb poleit, în timp ce-și redactează textul Apocalipsei, sub inspirație divină. Stă așezat pe o insuliță cu iarbă, înconjurată de ape, aluzie la Insula Patmos. Lângă el se află un înger care arată în sus spre o imagine a Mariei de tipul Imaculata așa cum apare în descrierea Apocalipsei. În fața evanghelistului se află un vultur cu nimb și o cădelniță în cioc. Aureolele sunt circulare și poleite, la fel ca și fondul de aur cu motiv de cercuri pe care se delimitează imaginea marială. În fundal sunt redați copaci înverziți și alte insulițe. Semnat stânga jos cu monogram: F St; datat dreapta sus cu brun 1872. | Muzeul Țării Crișurilor, Oradea | Cimec    |
|      | Portretul lui Bathory Laszlo Autor: Jakobey, Karoly                                                           | Datare: (1)868 Școală: Școală maghiară Dimensiuni: 36,8x29 cm Material: ulei pe pânză                                                         | Portretul călugărului paulin Bathory Laszlo (sec. XV) reprezentat ca un bărbat în vârstă, chel, cu păr, barbă și mustață albă, îmbrăcat în rasă monahală de culoare albă. Fundal de culoare verde oliv; capul și bustul personajului ușor întoarse spre stânga. Panou de formă ovală. Semnat lateral dreapta cu galben: Jakobey, (1)868. | Muzeul Țării Crișurilor, Oradea | Cimec    |
|      | Portretul împăratului Franz Stephan de Lorena Autor: Anonim austriac                                          | Datare: sec. XVIII Școală: Școală austriacă Dimensiuni: 116x83,5 cm Material: ulei pe pânză                                                   | Portretul semiprofil al împăratului Francisc Ștefan de Lorena redat ca un bărbat de vârstă mijlocie cu perucă, jiletcă alb cu roșu cu butoni aurii; ține mâna stângă ușor îndoită, iar dreapta sprijinită pe o masă unde se află coroana imperială așezată pe o pernă roșie. În fundal este o coloană canelată. Nesemnat, nedatat. | Muzeul Țării Crișurilor, Oradea | Cimec    |
|      | Portretul lui Pazmany Peter Autor: Jakobey, Karoly                                                            | Datare: (1)867 Școală: Școală maghiară Dimensiuni: 37x29 cm Material: ulei pe pânză                                                           | Portretul unui bărbat cu barbă, mustață neagră și sprâncene puternic arcuite. Poartă tocă și mantie roșie, specifice demnității de cardinal, iar deasupra un colan gros cu cruce de aur. Fond de culoare verde oliv. Portretul personajului e încadrat într-un oval. Semnat lateral dreapta cu roșu: Jakobey K, (1)867. | Muzeul Țării Crișurilor, Oradea | Cimec    |
|      | Fată tristă Autor: Koroknai, Otto                                                                             | Datare: 2/2 sec. XIX Școală: Școală maghiară Dimensiuni: 30,9x20,3 cm Material: ulei pe pânză                                                 | Femeie cu o expresie gravă, de tristețe profundă, cu mâna stângă lipită de obraz și dreapta sprijinită de un scaun, poartă haine modeste și șorț verde închis. Predomină nuanțele de brun, verde oliv. Semnat stânga jos cu negru cu monogramă: K, nedatat. | Muzeul Țării Crișurilor, Oradea | Cimec    |
|      | Maiestas Domini Autor: Lair, Franz                                                                            | Datare: sec. XIX Școală: Școală germană Dimensiuni: 104x74 cm Material: ulei pe pânză; foiță de aur                                           | Iisus reprezentat în ipostaza de judecător, redat stând pe curcubeu și cu picioarele sprijinite pe globul pământesc. Poartă mantie roșie tivită cu fir de aur și căptușeala albastră. În stânga ține Biblia deschisă, iar cu dreapta binecuvântează. Lucrarea impresionează prin calitatea artistică a desenului, finețea detaliilor portretistice, armonia culorilor primare pe fond de aur. Impresionează noblețea figurii lui Iisus, redarea sugestivă a slăvirii celeste a acestuia prin intermediul fondului de aur, dar și prin forma de migdală a panoului. Semnat dreapta jos cu negru: Franz Lair. | Muzeul Țării Crișurilor, Oradea | Cimec    |
|      | Portret de aristocrată Autor: Anonim flamand                                                                  | Datare: 1640 Școală: Școală flamandă Dimensiuni: 76x66 cm Material: ulei pe pânză                                                             | Pictorul anonim descrie cu exactitate imaginea unei femei aristocrate din sec. al XVII-lea, cu accent asupra vestimentației minuțios pictate, cu interes pentru detaliu. În prim-plan, pe fond neutru, e redat portretul unei femei în costum de epocă, poartă rochie neagră cu mâneci bufante, răsfrânte din care se vede o cămașă albă, cu guler mare, rotund, din dantelă cu trei straturi; degetele pline de inele țin un evantai. În colțul stâng se vede o Biblie. Trăsăturile feței sunt redate realist. Gama cromatică sobră bazată pe contrastul albului cu negru, creează o impresie de austeritate. Nesemnat, datat cu inscripție în latină în colțul din stânga sus: ANNO MDCXI, etatis sua XXXIV (anul 1640, vârsta ei 34 ani). | Muzeul Țării Crișurilor, Oradea | Cimec    |
|      | Portret de femeie Autor: Anonim austriac                                                                      | Datare: sec. XIX Școală: Școală austriacă Dimensiuni: 70x55 cm Material: ulei pe pânză                                                        | Portret în stil biedermeier al unei femei tinere, brunete, cu fața prelungă, ovală, coafată după moda anilor 1840. Poartă rochie albastră, cu mâneci bufante, decorate cu dantelă, cercei și colier gros de aur. Fundal de culoare gri. Nesemnat, nedatat. | Muzeul Țării Crișurilor, Oradea | Cimec    |
|      | Împărtășania apostolilor Autor: Anonim italian (atribuit lui Francesco Trevisani)                             | Datare: sec. XVIII Școală: Școală italiană Dimensiuni: 73x51 cm Material: ulei pe pânză                                                       | Compoziție religioasă barocă inspirată din episodul biblic al Cinei celei de Taină: Iisus tânăr cu barbă și plete, îmbrăcat într-o pelerină albastră, oferă pâinea euharistică apostolilor îngenunchiați în jurul său. În colțul stâng – două femei, în fundal – o masă pe care se află un potir și o lumânare aprinsă, iar deasupra îngeri, o draperie și un stâlp canelat. Clarobscur misterios, dierecționat în manieră barocă pe chipuri și veșminte. Nesemnat, nedatat. | Muzeul Țării Crișurilor, Oradea | Cimec    |
|      | Natură statică Autor: Stoitzner, Rudolf                                                                       | Datare: începutul sec. XX Școală: Școală austriacă Dimensiuni: 73,5x100 cm Material: ulei pe pânză                                            | Lucrarea se integrează în tipologia naturii statice simbolice cu flori și fructe, tratată de Rudolf Stoitzner. Tabloul este o alegorie pe tema Vanității, ilustrând perisabilitatea vieții sub pretextul degradării materiei. Pe o placă de marmură cu aspect funerar, acoperită cu un voal alb e reprezentată o natură statică alcătuită din flori, fructe și o sticlă de vin. Florile (trandafiri, lalele, crini, zambile, zorele), sunt descrise minuțios, fiind bine individualizate. Pe petale se văd picături de rouă. Pe masă – petale de trandafir, piersici, ananas, struguri, portocală desfăcută cu coaja uscată. Deasupra compoziției – un fluture, simbol al sufletului. Maniera de redare a buchetului reflectă influența stilului lui Jan Bruegel cel Tânăr, Daniel Seghers și Jacques Linard. Semnat stânga: R. Stoitzner. Nedatat. | Muzeul Țării Crișurilor, Oradea | Cimec    |
|      | Portret de fată Autor: Vinogradov, Serghei Arsenievich                                                        | Datare: 1934 Școală: Școală rusească Dimensiuni: 38,5x32 cm Material: ulei pe pânză                                                           | Portretul unei fete cu păr șaten și cărare la mijloc; poartă cămașă roșie și un șal amplu, alb cu motive decorative care-i acoperă umerii. Privirea exprimă un sentiment de tristețe; tușă picturală, fluentă, fundal de culoare ocru deschis. Semnat și datat dreapta sus cu brun: Vinogradov 1934. | Muzeul Țării Crișurilor, Oradea | Cimec    |
|      | Salonul roșu cu candelabru Autor: Macalik, Alfred                                                             | Datare: (1)926 Școală: Școală maghiară Dimensiuni: 62x73 cm Material: ulei pe carton                                                          | Tabloul redă într-o gamă cromatică caldă un salon cu tapiserie roșie de mătase din Palatul baroc orădean. Pictorul descrie minuțios interiorul încăperii, pereții tapetați cu mătase vișinie, candelabrul în stil Secession. Perspectiva este sugerată prin intermediul ușii deschise și a covorului roșu care conduce privirea spre alte saloane. Semnat și datat stânga jos, zgâriat: Macalik (1)926. | Muzeul Țării Crișurilor, Oradea | Cimec    |
|      | Contrejour (Apus de soare la Oradea) Autor: Macalik, Alfred                                                   | Datare: (1)927 Școală: Școală maghiară Dimensiuni: 24,6x32 cm Material: ulei pe carton                                                        | Tabloul redă într-o gamă cromatică discretă, fină clădirile de pe malul Crișurilor învăluite în lumina difuză a unui apus de soare. Se remarcă finețea nuanțelor de gri-violet, cafeniu, ocru. Silueta constucțiilor se reflectă pe suprafața apei. Semnat și datat stânga jos, zgâriat: Macalik (1)927. | Muzeul Țării Crișurilor, Oradea | Cimec    |
|      | Interior roșu Autor: Macalik, Alfred                                                                          | Datare: (1)946 Școală: Școală maghiară Dimensiuni: 72x105 cm Material: ulei pe carton                                                         | Tabloul redă într-o gamă cromatică caldă salonul rococo din Palatul baroc orădean și o paret din galeria de portrete episcopale dispuse pe pereții acestuia. Pictorul descrie minuțios piesele de mobilier și soba de faianță în stil rococo, tapiseria și draperiile de culoare vișinie, realizând o lucrare cu valoare documentară în ceea ce privește înfățișarea salonului în a doua jumătate a secolului al XX-lea (1946). Impresia de spațialitate este redată firesc. Semnat și datat stânga jos, zgâriat: Macalik (1)946. | Muzeul Țării Crișurilor, Oradea | Cimec    |
|      | Sala gravurilor Autor: Macalik, Alfred                                                                        | Datare: (1)926 Școală: Școală maghiară Dimensiuni: 73x99 cm Material: ulei pe carton                                                          | Tabloul redă într-o gamă cromatică caldă Sala gravurilor din Palatul baroc orădean. Pictorul descrie minuțios interiorul încăperii, pereții decorați cu stampe, candelabrul în stil Secession, sugerând firesc perspectiva prin intermediul ușii deschise spre o altă sală. Pictură cu valoare documentară în ceea ce privește înfățișarea salonului la începutul secolului al XX-lea (1926). Semnat și datat stânga jos, zgâriat: Macalik (1)926. | Muzeul Țării Crișurilor, Oradea | Cimec    |
|      | Circ Autor: Macalik, Alfred                                                                                   | Datare: (1)930 Școală: Școală maghiară Dimensiuni: 60x64,5 cm Material: ulei pe carton                                                        | Tabloul redă, cu o viziune panoramică și o tușă picturală copertina unui circ ce se vede prin fereastra atelierului artistului; în jurul lui se vede o mulțime de oameni, redați prin pete mici, impresioniste; în fundal – diferite clădiri și silueta unor biserici. Pe pervazul ferestrei se află o vază cu flori și o cană cu pensule. Gamă cromatică fină, cu nuanțe de cafeniu, griuri colorate; sugestia firească a perspectivei. Semnat și datat stânga jos, zgâriat: Macalik (1)930. | Muzeul Țării Crișurilor, Oradea | Cimec    |
|      | Portretul lui Kossuth Lajos Autor: Barabas, Miklos                                                            | Datare: 1885 Școală: Școală maghiară Dimensiuni: 73,5x57,5 cm Material: ulei pe pânză                                                         | Portret academist în stil biedermeier al unui bărbat în vârstă, cu mustață și barbă albă, ochi albaștri. Poartă costum de culoare închisă, cravată de aceeași nuanță și cămașă albă; stă pe un fotoliu. Clarobscur concentrat asupra figurii portretizată realist. Semnat și datat lateral dreapta, cu negru: Barabas M. 1885. | Muzeul Țării Crișurilor, Oradea | Cimec    |
|      | Portret de femeie Autor: Anonim olandez                                                                       | Datare: sec. XVII Școală: Școală olandeză Dimensiuni: 74x53,5 cm Material: ulei pe pânză                                                      | Portretul alegoric al unei femei îmbrăcată în rochie maro, cu decolteu larg și mâneci din dantelă, pelerină neagră de dantelă, obrajii fardați pronunțat; poartă mărgele, cercei roșii, în stânga ține o seceră, iar în dreapta un evantai. Dreapta sus, inscripția Aestas, cu roșu. Nesemnat, nedatat. | Muzeul Țării Crișurilor, Oradea | Cimec    |
|      | Sfânta Familie Autor: Anonim italian                                                                          | Datare: sec. XV Școală: Școala lui Raffaellino del Garbo Dimensiuni: D: 84 cm Material: tempera pe lemn de cedru                              | Scenă religioasă de factură renascentistă înscrisă într-un tondo, ilustrând tema Sfintei Familii. Personajele sunt redate în prim plan, după o schemă compozițională piramidală, cu un desen pregnant specific Renașterii florentine Quattrocento. Sf. Maria, cu o figură melancolică îl ține în brațe pe Iisus-copil, nud, înveșmântat cu o haină transparentă. Amândoi țin un rozariu din sfere de lemn. În dreapta e redat Iosif cu toiagul pribegiei și Sf. Antonie cel Mare. În fundal se v[d elemente de peisaj redând galere pe mare și zidurile unei mânăstiri. Nesemnat, nedatat. | Muzeul Țării Crișurilor, Oradea | Cimec    |
|      | Îngeri adorând pe Iisus Autor: Anonim italian                                                                 | Datare: sec. XVIII Școală: Școală italiană Dimensiuni: 59,7x74 cm Material: ulei pe pânză                                                     | Compoziție religioasă reprezentându-l pe Iisus-copil, nud, așezat pe o pernă roșie căptușită cu alb. În dreapta sa stau doi îngeri cu mâinile împreunate sau aduse la piept și o expresie de adorație. Deasupra lui Iisus – două capete de putti cu aripi. Scena este adusă în prim plan. Nesemnat, nedatat. | Muzeul Țării Crișurilor, Oradea | Cimec    |
|      | Moise salvat din apă Autor: Anonim italian                                                                    | Datare: sec. XVIII Școală: Școală italiană Dimensiuni: 63x54,5 cm Material: ulei pe pânză                                                     | Scenă religioasă în peisaj, ilustrând găsirea și salvarea lui Moise din Apă. Spre centrul lucrării, o femeie seminudă în genunchi ține în brațe un copil; lângă ea se află cutia în care a fost găsit copilul și încă trei personaje, două femei și un bărbat. În fundal – peisaj cu elemente arhitecturale sugerând un templu, un râu, munți și ruinele unei cetăți. Perspectiva redată cromatic, cer valorat. Nesemnat, nedatat. | Muzeul Țării Crișurilor, Oradea | Cimec    |
|      | Peisaj cu copaci și personaje Autor: Anonim italian                                                           | Datare: sec. XVIII Școală: Școală italiană Dimensiuni: 73,4x61 cm Material: ulei pe pânză                                                     | Peisaj de tip arcadian, idilic în perspectivă cromatică. În prim-plan un trunchi de copac desfrunzit acoperit de liane și altul cu frunziș bogat. În partea dreaptă două femei îmbrăcate în albastru discută cu un păstor îmbrăcat în roșu, sprijinit în toiag. În fundal, în dreapta zidurile unei cetăți. Cer valorat cromatic de un albastru deschis. Tabloul se încadrează în tematica peisajului idilic baroc ce combină elemente arhitecturale cu peisajul bucolic pastoral, în genul lui Nicolas Poussin. Nesemnat, nedatat. | Muzeul Țării Crișurilor, Oradea | Cimec    |
|      | Peisaj din lumea basmelor Autor: Fenes, Adolf                                                                 | Datare: secolul XX Școală: Școală maghiară Dimensiuni: 42x60 cm Material: ulei pe pânză                                                       | Peisaj cu o nuanță de irealism, specifică celei de-a treia etape de creație; redă central o insuliță pe care se află o biserică; în prim plan – oameni ce vin pe drum, printre dealuri joase în nuanțe de brun; în fundal alte dealuri de culoare verde deschis și nori mari, albi. Semnat dreapta jos: Fenes A. Nedatat. | Muzeul Țării Crișurilor, Oradea | Cimec    |
|      | Portretul nobilului Demetrius Poynar Autor: Anonim transilvănean                                              | Datare: sec. XIX Dimensiuni: 96x68 cm Material: ulei pe pânză                                                                                 | Portretul unui bărbat cu mustață redat în prim-plan, îmbrăcat în costum militar, poartă căciulă din blană de miel și tunică verde prevăzută cu găitane și butoni de metal. În mâna stângă ține documentul privilegial cu blazon, pe care îl arată cu mâna cealaltă. În stânga – draperie vișinie, în colțul din dreapta se vede mânerul spadei. Nesemnat, nedatat. | Muzeul Țării Crișurilor, Oradea | Cimec    |
|      | Peisaj Autor: Schweitzer-Cumpăna, Rudolf                                                                      | Datare: 1939 Școală: Școală românească Dimensiuni: 46,5x69,8 cm Material: ulei pe carton                                                      | Peisaj de inspirație rurală cu pastă așternută în relief, în nuanțe de ocru, bej, brun, cu perspectivă cromatică. Se remarcă prin impresia de autenticitate specifică artistului; redă un drum sătesc cu un țăran și o căruță împotmolită într-un șanț; caii pictați în preajma căruței sunt de asemenea, una din temele pictate cu interes de artist. Semnat dreapta jos cu negru: Schweitzer Cumpăna. | Muzeul Țării Crișurilor, Oradea | Cimec    |
|      | Natură statică Autor: Schweitzer-Cumpăna, Rudolf                                                              | Datare: 1966 Școală: Școală românească Dimensiuni: 43,5x57 cm Material: ulei pe carton                                                        | Natură statică în nuanțe plăcut armonizate de ocru, brun, verde, bej. Căldarea din bronz și fructele sunt redate la fel ca și fundalul cu o pastă consistentă, artistul folosind ocrul pentru sugestia efectelor de lumină. Așternută în straturi succesive, pasta groasă contribuie la fel ca în cazul picturii lui Petrașcu la sugestia de materialitate a elementelor redate. Semnat și datat stânga jos cu galben: Schweitzer Cumpăna (1)966. | Muzeul Țării Crișurilor, Oradea | Cimec    |
|      | Natură statică Autor: Schweitzer-Cumpăna, Rudolf                                                              | Datare: sec. XX Școală: Școală românească Dimensiuni: 41x55 cm Material: ulei pe carton                                                       | Natură statică în nuanțe plăcut armonizate de ocru, brun, roșu, bej cu un fundal închis. Vasul și fructele conturate sintetic în maniera lui Cezanne sunt redate la fel ca și fundalul cu o pastă consistentă. Așternută în straturi succesive, pasta groasă contribuie la fel ca în cazul picturii lui Petrașcu la sugestia de materialitate a elementelor redate. Semnat dreapta jos cu negru: Schweitzer Cumpăna. | Muzeul Țării Crișurilor, Oradea | Cimec    |
|      | Compoziție cu țărani: Țărani la masă Autor: Schweitzer-Cumpăna, Rudolf                                        | Datare: sec. XX Școală: Școală românească Dimensiuni: 55x48 cm Material: ulei pe carton                                                       | Compoziție în nuanțe calde de ocru-brun inspirată din universul satului românesc. Spațializată firesc, lucrarea surprinde sintetic, cu expresivitate plastică figurile unor țărani grupați în jurul unei mese. Scena de gen, tipică artistului se încadrează în seria lucrărilor ce redau cu multă forță expresivă secvențe din universul satului și țăranului de la sud de Carpați în compoziții definite prin naturalism și autenticitate, cu un desen viguros și o gamă cromatică în tonalități grave. Semnat dreapta jos cu negru: Schweitzer Cumpăna. | Muzeul Țării Crișurilor, Oradea | Cimec    |
|      | Natură statică Autor: Schweitzer-Cumpăna, Rudolf                                                              | Datare: sec. XX Școală: Școală românească Dimensiuni: 32,5x47,5 cm Material: ulei pe carton                                                   | Natură statică în nuanțe plăcut armonizate de ocru, roșu, bej cu un fundal brun. Compoziția redă un urcior și o cană de lut, o carte și fructe conturate sintetic în maniera lui Cezanne. Așternută în straturi succesive, pasta groasă contribuie la fel ca în cazul picturii lui Petrașcu la sugestia de materialitate a elementelor redate, dar și a fundalului. Nesemnat, nedatat. | Muzeul Țării Crișurilor, Oradea | Cimec    |
|      | Răstignirea Autor: Lair, Franz                                                                                | Datare: sec. XIX Școală: Școală germană Dimensiuni: 109x74,5 cm Material: ulei pe lemn; foiță de aur                                          | În centrul compoziției, în prim plan apare Iisus răstignit pe o cruce monumentală în formă de T flancat de Maria la stânga și de apostolul Ioan la dreapta. Maria poartă rochie roșie și pelerină albastră, iar Ioan tunică verde cu roșu deasupra. Fond de aur în care sunt incizate aureolele personajelor. În spatele crucii, în plan secund, sunt pictate detalii arhitecturale în miniatură ce trimit la cetatea Ierusalimului. Se remarcă frumusețea și expresivitatea figurilor. Tabloul are în partea superioară forma unui arc frânt gotic. Semnat dreapta jos, cu brun: Franz Lair. Nedatat. | Muzeul Țării Crișurilor, Oradea | Cimec    |
|      | Autoportret Autor: Baudry, Paul                                                                               | Datare: sec. XIX Școală: Școală franceză Material: ulei pe pânză                                                                              | Portret din tușe picturale al unul bărbat tânăr (pictorul francez Baudry Paul), în semiprofil spre dreapta, cu mustață, veston negru, cămașă albă, fundă de culoare bleumarin, plasat pe un fond neutru de culoare oliv. | Muzeul Țării Crișurilor, Oradea | Cimec    |
|      | Botezul lui Clovis                                                                                            | Datare: sec. XVII Școală: Școală spaniolă Dimensiuni: 129x93 cm Material: ulei pe pânză                                                       | Compoziție cu personaje numeroase, în prim plan. Un episcop îmbrăcat în pelerină maro, cu mitră, cârjă episcopală și aureolă transparentă botează un bărbat în vîrstă îngenunchiat în fața unei cristelnițe. În partea stângă sunt redați preoți în veșminte albe, unul ține Biblia, altul o farfurie de bronz în care se află apa sfințită. În dreapta de află nobili îngenunchiați dintre care unul ține mantia celui botezat, iar altul o coroana decorată cu perle. | Muzeul Țării Crișurilor, Oradea | Cimec    |
|      | Episcopul Augustin Benkovich                                                                                  | Datare: sec. XVIII Școală: Școală austriacă Dimensiuni: 95x75 cm Material: ulei pe pânză                                                      | Portretul episcopului orădean Augustin Benkovics în ținută oficială, redat bust în prim-plan însoțit de accesorii specifice portretului de aparat baroc (Biblia, mitra și cârja episcopală). Tabloul redă portretul unui barbat în vârstă, cu barbă și mustață albă, îmbrăcat în veșminte clericale. Poartă tichie și capă de catifea verde cu nasturi roșii, colan de aur cu cruce, cămașă albă cu manșete de dantelă. În colțul stâng, pe o masă cu draperie roșie - un document, o carte deschisă, mitra și cârja episcopală. Nesemnat, inscripție în latină la baza lucrării. | Muzeul Țării Crișurilor, Oradea | Cimec    |
|      | Împăratul Leopold al II-lea                                                                                   | Datare: sec. XIX Școală: Școală austriacă Dimensiuni: 70x55,6 cm Material: ulei pe pânză                                                      | Portret reprezentativ al împăratului Leopold al II-lea, redat ca un bărbat de vârstă mijlocie cu perucă, jiletcă albă cu guler roșu și decorații. Fundal neutru de culoare oliv. | Muzeul Țării Crișurilor, Oradea | Cimec    |
|      | Rebeca la fântână                                                                                             | Datare: sec. XVIII Școală: Școală austriacă Dimensiuni: 66,2x44,3 cm Material: ulei pe lemn                                                   | Compoziție religioasă barocă în peisaj; în stânga - un grup de femei tinere, în veșminte orientale de culoare deschisă (ocru, alb) discută în apropierea unei fântâni. Personajele sunt dispuse în diagonală; Rebeca ține în mâna dreaptă un ulcior, iar cu cealaltă se adresează servitorilor din celălalt colț al lucrării. În fața ei îngenunchiază un bărbat în vărstă îmbrăcat în tunică albastră și pelerină roșie, flancat de servitori. În fundal - copaci înfrunziți, cer vălurit cu nori albi și două cămile. | Muzeul Țării Crișurilor, Oradea | Cimec    |
|      | Împărăteasa Maria Tereza                                                                                      | Datare: sec. XIX Școală: Școală austriacă Dimensiuni: 70,4x57,6 cm Material: ulei pe pânză                                                    | Portret cu caracter reprezentativ al împărătesei Maria Tereza, ilustrând tipologia portretistică specifică perioadei de după moartea soțului. Poartă rochia de doliu din dantelă neagră, cu corsaj decorat cu perle, cercei și colier cu perle, perucă albă și pălărie mică, neagră, obrajii fardați evident în acord cu moda rococoului. În stânga compoziției e redată coroana habsburgică, în dreapta - o draperie verde. | Muzeul Țării Crișurilor, Oradea | Cimec    |
|      | Împărătesa Elisabeta Autor: Aigner, F.M.                                                                      | Datare: 1861 Școală: Școală austriacă Dimensiuni: 135x98 cm Material: ulei pe pânză                                                           | Portret de epocă al împărătesei Elisabeta. Redată cu privirea îndreptată ușor spre stânga, poartă o rochie de culoare violet cu poale învoalate, corsaj strâns pe talie din catifea neagră, mâneci bufante de dantelă albă și decolteu larg, rotund. Dintre accesoriile vestimentare se remarcă diadema de aur, cercei și brățară cu perle, evantai și mănuși albe. Clarobscur bine redat, concentrat asupra carnației. Semnat și datat dreapta sus, cu roșu: F.M. Aigner, (1)861 Wien. | Muzeul Țării Crișurilor, Oradea | Cimec    |
|      | Împăcarea bogatului cu săracul Autor: Kovacs Mihaly                                                           | Datare: sec. XIX Școală: Școală maghiară Dimensiuni: 265x190 cm Material: ulei pe pânză                                                       | Portret cu caracter reprezentativ al împărătesei Maria Tereza, ilustrând tipologia portretistică specifică perioadei de după moartea soțului. Poartă rochia de doliu din dantelă neagră, cu corsaj decorat cu perle, cercei și colier cu perle, perucă albă și pălărie mică, neagră, obrajii fardați evident în acord cu moda rococoului. În stânga compoziției e redată coroana habsburgică, în dreapta - o draperie verde. | Muzeul Țării Crișurilor, Oradea | Cimec    |
|      | Iisus în templu Autor: Molnar Jozsef                                                                          | Datare: 1890 Școală: Școală maghiară Dimensiuni: 266x380 cm Material: ulei pe pânză                                                           | Scenă cu personaje numeroase în interiorul unei biserici. În centru este redat Iisus-copil îmbrăcat în alb cu aureolă în jurul capului. E înconjurat de bărbați, femei, cu figuri puternic individualizate, proprii unor oameni simpli din popor care-l ascultă cu expresii de atenție, concentrare, meditație. În colțul drept - un bărbat și o femeie cu aureole (Maria și Iosif) arată spre Iisus. Tipologia și vestimentația personajelor, sobrietatea culorilor, impresia de răceală a tonurilor, a detaliilor arhitecturale de interior precum și a luminii trimit la stilul neoclasic adoptat adesea în lucrările artistului. Semnat stânga jos: Molnar J. 1890. | Muzeul Țării Crișurilor, Oradea | Cimec    |
|      | Peisaj Autor: Bihari Sandor                                                                                   | Datare: sec. XIX Școală: Școală maghiară Dimensiuni: 82x126 cm Material: ulei pe pânză                                                        | Peisaj perspectival reprezentând un curs de apă în centru, copaci stufoși în dreapta. Umbra acestora se reflectă pe malul drept, dar și pe luciul apei. La orizont nori albi pe cerul senin de culoare albastru deschis. Semnat dreapta jos cu negru: Bihari Sandor, nedatat. | Muzeul Țării Crișurilor, Oradea | Cimec    |
|      | Împăratul Iosif al II lea                                                                                     | Datare: sec. XVIII Școală: Școală austriacă Dimensiuni: 132x94 cm Material: ulei pe pânză                                                     | Portret reprezentativ baroc al împăratului Iosif al II-lea redat în prim-plan în mărime naturală cu o atitudine tipică de poză. Poartă perucă, jiletcă albă cu decorații (Ordinul Crucea de Fier instituit în 1759 de Maria Tereza). În mâna stângă ține un document, iar dreapta o ține sub veston. De o parte și de alta - draperie de culoare verde, coloană de marmură și mobilier stil Empire. În stânga personajului -o masă cu tăblie de marmură pe care e așezată coroana habsburgică. | Muzeul Țării Crișurilor, Oradea | Cimec    |
|      | Ioannes Vitesz și Iannus Pannonius Autor: Bubics Zsigmond                                                     | Datare: sec. XIX Școală: Școală maghiară Dimensiuni: 61,5x140 cm Material: ulei pe carton                                                     | Portret dublu încadrat într-o ramă dreptunghiulară; în stânga e redat Ioannes Vitesz în profil, îmbrăcat în roșu, cu tichie roșie ținând o mână întinsă spre celălat personaj - Iannus Pannonius, care-i arată o carte cu coperți roșii. Fundal albastru deschis pe care se reliefează două blazoane. Ramă dreptunghiulară decorată cu frunze de acant, palmete, amorași. | Muzeul Țării Crișurilor, Oradea | Cimec    |
|      | Maica Domnului împărăteasă cerească Autor: Standinger, Francesco                                              | Datare: 1871 Școală: Școală italiană Dimensiuni: 160x124 cm Material: ulei pe lemn; aur                                                       | Compoziție cu temă religioasă exprimând adorația pruncului Iisus. Redarea personajelor reflectă capacitatea de spiritualizare a formelor și expresiilor - în centru Maria îmbrăcată în pelerină albastră, cu păr lung, coroană și aureolă îl ține în brațe pe Iisus copil. Tronul e plasat pe un fundal de culoare vișinie, flancat de doi îngeri muzicanți. În fundal - elemente de peisaj plasate pe fond de aur. Perspectiva e sugerată prin intermediul dalajului, tronului și prin dispunerea personajelor. Semnat și datat dreapta jos, cu ocru: F. Standinger 1871. | Muzeul Țării Crișurilor, Oradea | Cimec    |
|      | Interior de biserică Autor: Herwegen, Peter                                                                   | Datare: sec. XIX Școală: Școală germană Dimensiuni: 88x116,5 cm Material: ulei pe pânză                                                       | Compoziție ce redă interiorul unei biserici cu altarul principal și mobilierul în stil gotic. În fața altarului se află preoți, iar în corpul navei - credincioși discutând. Detaliile de arhitectură și mobilier sunt minuțios redate, este bine sugerată impresia de spațialitate și lumina ce pătrunde prin ferestrele din stânga. Semnat stânga jos, cu brun: Herwegen; nedatat. | Muzeul Țării Crișurilor, Oradea | Cimec    |
|      | Scenă biblică Autor: Anonim italian                                                                           | Datare: sec. XVIII Școală: Școală italiană Dimensiuni: 100x153 cm Material: ulei pe pânză                                                     | Peisaj amplu în perspectivă cromatică, spre centrul compoziției, un copac izolat în preajma căruia un bătrân botează un tânăr îngenunchiat. În planul secund - oameni și animale în apropiere de malul apei. În fundal - o cascadă, un deal proeminent la baza căruia se află case, iar pe culme - donjonul unei cetăți. Peisajul de la orizont și cerul sunt redate prin fine nuanțări cromatice care contribuie la impresia de perspectivă. Nesemnat, nedatat. | Muzeul Țării Crișurilor, Oradea | Cimec    |
|      | Mareșalul englez Robert Clive Autor: Anonim englez                                                            | Datare: sec. XVIII Școală: Școală englezească Dimensiuni: 140x120 cm Material: ulei pe pânză                                                  | Portret de aparat baroc ce redă în prim plan un portret de epocă al mareșalului englez Robert Clive, guvernatorul Indiei. E îmbrăcat în tunică roșie cu marginile și manșetele tivite cu fir de aur, poartă perucă, cămașă cu dantelă la gât și mâneci, o cruce malteză la gât și pe haină, o sabie la șold. Într-o mână ține un ochian pe care-l sprijină de masa din stânga pe care se află o hartă, mănușile și pălăria personajului. În dreapta lucrării e redat un servitor - un copil cu turban tipic oriental care ține în mână o mantie albă și privește spre guvernator. În fundal se vede cerul în nuanțe de albastru-verzui, în dreapta și o draperie în stânga. Nesemnat, nedatat. | Muzeul Țării Crișurilor, Oradea | Cimec    |
|      | Vechiul drum la Saint Nicolas Autor: Vignon, Victor                                                           | Datare: sec. XIX Școală: Școală franceză Dimensiuni: 32,5x40,5 cm Material: ulei pe pănză                                                     | Compoziție în peisaj reprezentând căsuțe, un drum și copaci desfrunziți; spre centrul lucrării e redată o femeie mergând pe drum. Cer înourat; peisaj arid, în nuanțe întunecoase în stânga, pajiște în nuanțe de verde-ocru și căsuțe cu acoperiș de țigle în dreapta. Femeia cu veșminte sărăcăcioase, de aceeași nuanță cu a pământului poartă în spate un fel de traistă. Redarea caselor reflectă influența constructivismului cezannian receptat de artist, dar cu o impresie de autenticitate mai accentuată. Semnat stânga jos, cu negru: V. Vignon, nedatat. | Muzeul Țării Crișurilor, Oradea | Cimec    |
|      | Casă pe malul apei Autor: Raffaelli, Jean Francois                                                            | Datare: sec. XIX Școală: Școală franceză Dimensiuni: 38,5x47 cm Material: ulei pe pănză                                                       | Compoziție în peisaj reprezentând căsuțe și copaci, pe malul unei ape; razele soarelui se reflectă pe suprafața apei. În stânga - o femeie cu un copil. Nuanțe pastelate de albastru-verzui, gri, ocru. Semnat stânga jos, Raffaelli, nedatat. | Muzeul Țării Crișurilor, Oradea | Cimec    |
|      | Vedere dintr-un port breton Autor: Le Gout, Gerard Fernand                                                    | Datare: 1898 Școală: Școală franceză Dimensiuni: 33x46 cm Material: ulei pe pănză                                                             | | Muzeul Țării Crișurilor, Oradea | Cimec    |
|      | Adorația păstorilor Autor: Adam Elscheimer (atribuit)                                                         | Datare: sec. XVI Școală: Școală germană Dimensiuni: 41x30 cm Material: ulei pe lemn                                                           | Lucrare atribuită stilistic lui Adam Elscheimer prin maniera de redare a clarobscurului, preferința pentru lucrări de format mic, amestecul de realism și mister. Compoziție religioasă reprezentându-l pe Iisus în iesle înconjurat de Maria, Iosif și păstori. Maria desface scutecele pentru a arăta Pruncul. Păstorii, cu chipuri și veșminte realiste sunt redați închinându-se Pruncului sau vorbind. Clarobscur misterios, bine redat, concentrat pe Pruncul Iisus, pe figurile personajelor, respectiv podeaua pe care sunt așezate diverse unelte. Predomină nuanțele de brun în redarea veșmintelor și a fundalului. Nesemnat, nedatat. | Muzeul Țării Crișurilor, Oradea | Cimec    |
|      | Soldat algerian Autor: Humbert, Ferdinand                                                                     | Datare: sec. XIX Școală: Școală franceză Dimensiuni: 35,4x26,2 cm Material: ulei pe lemn                                                      | Un bărbat tânăr, desculț, îmbrăcat în costum algerian. Poartă vestă neagră, cămașă albă, un fel de șalvari albi, tichie roșie, iar la brâu-niște pistoale. În mâna dreaptă ține o pușcă; în stânga - niște papuci. Fundal neutru de nuanță gri. Semnat stânga jos cu creionul F. Humbert, nedatat. | Muzeul Țării Crișurilor, Oradea | Cimec    |
|      | Femeie cu papagal Autor: Canon, Hans                                                                          | Datare: sec. XIX Școală: Școală austriacă Dimensiuni: 127x85 cm Material: ulei pe pănză                                                       | Tabloul se încadrează în tematica portretului feminin cu accente decorativiste inițiat de autor, unul din cei mai apropiați reprezentanți ai romantismului austriac, creator de portrete remarcabile prin decorativism și armonie cromatică, inspirate de colorismul lui Tizian și Rubens. Ca și în lucrarea aflată la Kunsthistorisches Museum datată în 1876, compoziția redă portretul unei femei tinere cu un papagal în mână, prima soție a artistului (Katharina Buchhold). Tabloul are un format identic cu cel din Viena și redă același tip de papagal; profilul femeii are trăsături similare cu cel de la Viena, dar la o vârstă mai matură. Femeia poartă rochie albă, amplă, rigidă. În coafură, după ureche e așezat un trandafir. În spatele ei se vede o parte dintr-o draperie roșie, iar în dreapta o coloană. În fundal e redat un cer valorat, de un albastru intens. Nesemnat, pe ramă-plăcuță cu numele artistului. | Muzeul Țării Crișurilor, Oradea | Cimec    |
|      | Soția artistului Autor: Guerin, Charles Francois Prosper                                                      | Datare: sec. XIX Școală: Școală franceză Dimensiuni: 92,5x60,5 cm Material: ulei pe pănză                                                     | Interiorul este al unui atelier de pictor. În fața ușii - o femeie tânără îmbrăcată cu o fustă lungă de culoare gri-oliv, cu sacou și pălărie violet, eșarfă portocalie. Pe pereți tablouri, iar în prim plan, la stânga un șevalet cu tablou. Semnat stânga jos, cu negru: Charles Guerin, nedatat. | Muzeul Țării Crișurilor, Oradea | Cimec    |
|      | Regele Sigismund primindu-l pe regele Poloniei Vladislav Jagello la Catedrala din Oradea Autor: Bihari Sandor | Datare: 1896 Școală: Școală maghiară Dimensiuni: 180x295 cm Material: ulei pe pănză                                                           | Compoziție istorică, cu personaje numeroase, în interiorul unei catedrale gotice. În centrul tabloului, în prim plan e redată întâlnirea dintre cei doi regi. În fundal-un cor de femei îmbrăcate în alb. În partea stângă stau prelații, în dreapta oștenii, în spate mulțimea. În fundal se văd steaguri, statui, vitralii, și mormântul din marmură al regelui Ladislau cu statuia gisant a acestuia. Sugestia perspectivei prin intermediul dalajului interior și al arcadelor. | Muzeul Țării Crișurilor, Oradea | Cimec    |
|      | Stradă pariziană Autor: Diaque, Ricardo                                                                       | Datare: sec. XIX Școală: Școală franceză Dimensiuni: 48,3x61 cm Material: ulei pe lemn                                                        | Instantaneu impresionist din viața citadină pariziană, într-o zi ploioasă de toamnă. Tabloul redă un bulevard larg animat de oameni și trăsuri. În dreapta o rotondă prevăzută cu coloane și cupolă, în stânga clădiri. Perspectivă lineară, sugerată și prin micșorarea personajelor. Manieră picturală de factură impresionistă cu tușe largi, dinamice, în diferite direcții, raporturi cromatice bazate pe echilibrul tonurilor calde (ocru) și reci (albastru, gri). Semnat dreapta jos Diaque, zgâriat, nedatat. | Muzeul Țării Crișurilor, Oradea | Cimec    |
|      | Pictură Autor: Moll, Carl                                                                                     | Datare: 14.02.1885 Școală: Școală austriacă Dimensiuni: 120x92 cm Material: ulei pe pănză                                                     | Lucrarea se integrează în tipologia naturii statice simbolice, influențate de școala olandeză. Tabloul este o alegorie pe tema Celor patru elemente (Pământul, Apa, Aerul, Focul), sugerate simbolic prin elementele care compun natura statică. Artistul redă interiorul unei bucătării: vatra cu cărbuni încinși, lămpile de pe perete simbolizează Focul, legumele: conopidă, ceapă, ciuperci, varză corespund elementului Pământ, peștiI și racii simbolizează Apa; vânatul (porumbel, rață) corespunde elementului Aer. Alimentele și obiectele, descrise minuțios, sunt puse în valoare prin clarobscur, evidențiindu-se astfel de fundalul întunecat de culoare brun-oliv. Semnat dreapta jos cu negru Carl Moll 14 II (18)85. | Muzeul Țării Crișurilor, Oradea | Cimec    |
|      | Portret de femeie Autor: Dupain, Edmond Louis                                                                 | Datare: sec. XIX Școală: Școală franceză Dimensiuni: 40,8x32,3 cm Material: ulei pe lemn                                                      | Portretul unei femei tinere, văzută din profil, spre dreapta. Poartă părul prins în coc, rochie neagră cu decolteu în formă de V. Profil de factură neoclasică cu un desen academic în conturarea trăsăturilor, dar și tușe picturale. Fond mai închis, neutru, în partea superiară a tabloului, nuanțe de verde spre mijloc. Fondul și rochia creează un contrast cromatic pentru stălucirea albă-aurie a pielii. Semnat dreapta cu roșu: E. Dupain, nedatat. | Muzeul Țării Crișurilor, Oradea | Cimec    |
|      | Femei pe malul apei Autor: Le Gout, Gerard Fernand                                                            | Datare: 1898 Școală: Școală franceză Dimensiuni: 38,5x46,5 cm Material: ulei pe pănză                                                         | Un crâng pe malul unei ape, cu copaci, iarbă înaltă și flori. Pe malul apei, în iarbă se văd două femei discutând. Vegetație în diferite nuanțe de verde, brun, portocaliu. În colțul din dreapta se vede o porțiune de râu, iar în fundal, la orizont-cerul cu nori prin care se reflectă razele soarelui. Semnat stânga jos, cu roșu: F. Le Gout Gerard, datat (18)97. | Muzeul Țării Crișurilor, Oradea | Cimec    |
|      | Sfânta Familie Autor: Marchesini, Pietro                                                                      | Datare: 1734 Școală: Școala din Pistoia Dimensiuni: 184,5x139,5 cm Material: ulei-pânză                                                       | Scenă devoțională, tipic barocă, reprezentând tema Sfintei Familii, având ca centru de interes adorația Pruncului Iisus. În centrul compoziției e redată Maria, îmbrăcată cu o pelerină albastră cu falduri ample. În poală, pe o pernă roșie îl ține pe Iisus copil, seminud, care se uită spre privitor și arată crucea. În stânga sa, un înger cu mantie verde sprijină un copil ( Sf. Ioan Botezătorul) care urcă pe soclul tronului pentru a-l atinge pe Iisus și îl privește pe acesta cu o expresie de adorație. Lângă Maria e reprezentat Iosif, care ține în mână toiagul împodobit cu flori de crin, respectiv Cartea Sfântă, cu cealaltă mână arată spre Iisus. Redarea realistă, umanizată a Mariei și a lui Iosif are menirea de a sugera comuniunea dintre planurile terestru - celest. În fundal - o draperie de culoare brun deschis, similară cu pelerina lui Iosif. Maria și Iosif poartă aureole transparente, iar Pruncul un halou difuz. Semnat și datat dreapta jos cu negru Pietro Marchesini, 1734                                                    | Muzeul Țării Crișurilor, Oradea | Cimec    |
|      | Petrecere la marginea satului Autor: Liebermann, Max                                                          | Școală: Școală germană Dimensiuni: 42x36 cm Material: ulei-pânză                                                                              | Peisaj alcătuit din copaci, la marginea satului pe fundalul unui cer albastru deschis; în prim plan-figuri schițate în fața unor case. Gamă cromatică predominant rece( albastru, gri, brun), cu nuanțe de ocru; tușe largi, dinamice, în diferite direcții, specifice stilului său. Semnat stânga jos cu brun M. Liebermann, nedatat. | Muzeul Țării Crișurilor, Oradea | Cimec    |
|      | Natură statică Autor: Anonim flamand                                                                          | Școală: Școala flamandă, atribuit lui Frans Snyders (1579-1657) Dimensiuni: 114x93 cm Material: ulei-pânză                                    | Lucrarea se integrează în tipologia naturii statice simbolice cu o desfășurare barocă de flori și fructe, în asociere cu animale, preferată de Frans Snyders. Tabloul este o alegorie pe tema Vanității, de o mare popularitate în arta flamando-olandeză a sec XVII, sugerată prin perisabilitatea a tot ceea ce este viu. Pe un scaun este așezată o scândură pe care se află o farfurie cu fructe, o cană, o carafă decorativă și un pahar cu vin roșu; în partea din față a scândurii, pe o farfurie, e redată o rodie desfăcută. În partea superioară a compoziției - un papagal și doi fluturi - simbol al sufletului. La baza scaunului - fructe, vânat, un trandafir și două animale mâncând (iepure și câine); în fundal o draperie roșie. Colorismul cald, cu predominarea nuanțelor de roșu, aglomerarea barocă a elementelor coexistă cu o deosebită claritate a compoziției. În lucrare sunt prezente numeroase elemente simbolice: fluturele- simbol al sufletului, animalele mâncând - lăcomia, iepurele - lascivitatea, papagalul - flecăreala etc. Nesemnat. | Muzeul Țării Crișurilor, Oradea | Cimec    |
|      | Parfums d'hiver Autor: Michel Simonidy                                                                        | Datare: 1899 Școală: Artist român stabilit în Franța Dimensiuni: 186x106cm Material: ulei-pânză                                               | Lucrarea reflectă aderarea artistului la tematica simbolistă și feministă a Secessionului. Compoziție cu două femei într-un peisaj de iarnă, în prim plan-o femeie tânără cu păr roșcat, îmbrăcată în negru, cu eșarfă albă, ține un buchet de flori în brațe. Lângă ea, o femeie brunetă miroase un trandafir. În stânga trandafiri albi și roșii, în fundal - ramuri uscate, desfrunzite. Tablou simbolic ce sugerează o stare de evaziune. Florile, asociate femeii simbolizează fragilitatea și efemeritatea existenței. Semnat dreapta jos cu negru: Michel Simonidy 1899. | Muzeul Țării Crișurilor, Oradea | Cimec    |
|      | Balcic Autor: Grigorescu, Lucian                                                                              | Școală: Școală românească interbelică Dimensiuni: 50,5x64,8 cm Material: ulei-pânză                                                           | Lucrarea redă una din temele preferate ale artistului - peisajul pitoresc al Balcicului, învăluit de razele Soarelui. Compoziția redă malul stâncos al Balcicului ce ocupă o mare parte din suprafața tabloului; în stânga se vede o parte din mare, de un albastru - gri, identic cu cel al cerului, iar în fundal niște căsuțe. Formele prind viață prin intermediul tușelor mici, picturale, de factură impresionistă. Semnat dreapta jos, cu verde L Grigorescu | Muzeul Țării Crișurilor, Oradea | Cimec    |
|      | Peisaj din Cassis Autor: Grigorescu, Lucian                                                                   | Datare: prima jumătate a sec. XX Școală: Școală românească interbelică Dimensiuni: 33x55 cm Material: ulei-pânză                              | Lucrare tipică pentru tematica peisagistă proprie artistului, înscriindu-se în seria peisajelor ce redau malul mării în sudul Franței la Cassis. Viziune cromatică proprie, bazată pe echilibrul tonurilor calde și reci (nuanțe de ocru și albastru) , sugestia luminii solare. În stânga, în prim plan se vede marea, iar în dreapta peisaj stâncos cu case acoperind mult din linia orizontului, în fundal o fâșie de cer albastru. Semnat deapta jos cu verde L. Grigorescu. | Muzeul Țării Crișurilor, Oradea | Cimec    |
|      | Pictură Autor: Popescu, Vasile                                                                                | Datare: 1940 Școală: Școală românească interbelică Dimensiuni: 59,7x49 cm Material: ulei-carton                                               | Tema se înscrie în categoria Naturii statice cu vază de flori care revine frecvent în creația artistului. Pe masa din prim plan e redată o ulcică de porțelan alb în care se află frunze și flori de toamnă (crizanteme, ramură de măceș). Acestea se reflectă într-o oglindă cu ramă argintie; în dreapta, pe perete, se vede o parte dintr-un tablou. Fundalul și fața de masă sunt redate în nuanțe de galben -muștar; oglinda și dispunerea obiectelor conferă spațialitate imaginii. Lucrare remarcabilă prin armonia cromatică și capacitatea de poetizare a universului cotidian. Semnat și datat Vasile Popescu 1940 cu negru. | Muzeul Țării Crișurilor, Oradea | Cimec    |
|      | Cella Delavrancea Autor: Pătrașcu, Milița                                                                     | Datare: 1933 ? Școală: Avangarda europeană, românească Dimensiuni: 24,5x21x36,5 cm Material: bronz turnat, patinat                            | Portretul pianistei Cella Dellavramcea amintește de sculptura antică greacă dinainte de Hristos, plină de armonia elementelor ce compun figura, de o mare limpezime, ca o întrupare a aspirației către frumos. Ușoara încordare a mușchilor feței precizează individualitatea chipului. Semnat stânga jos lateral Milița Petrașcu. | Muzeul Țării Crișurilor, Oradea | Cimec    |
|      | Cap de femeie Autor: Pătrașcu, Milița                                                                         | Școală: Avangarda europeană, românească Dimensiuni: 20,1x17,8x33,1 cm Material: marmură cioplită, dăltuită fin, neșlefuită                    | Lucrarea se caracterizează prin armonia deplină a tuturor elementelor ce compun figura, de o mare limpezime în tratarea volumelor, bogate în sugestii de expresivitate plastică. Semnat în spate la bază: Milița Petrașcu. | Muzeul Țării Crișurilor, Oradea | Cimec    |
|      | Nud Autor: Baraschi, Constantin                                                                               | Școală: Școală românească interbelică Dimensiuni: 16,5x15,5x49,7 cm Material: bronz patinat                                                   | Nudul unei femei tinere în contrapost, având profil clasic are ambele brațe ridicate pentu a-și aranja părul. Sănătatea și vigoarea femeii este redată printr-un modelaj cald al carnației, un deosebit simț al observației anatomice dar în acelaș timp tinde spre sintetizarea formelor, fapt ce-i subliniază monumentalitatea. Pare stând model de o veșnicie, în sălile de studiu al vreunei academii de artă. Nesemnat. | Muzeul Țării Crișurilor, Oradea | Cimec    |
|      | Atelierul artistului Autor: Petrașcu, Gheorghe                                                                | Datare: 1938 Școală: Școala românească interbelică Dimensiuni: 460 x 560mm Material: ulei-pânză                                               | Lucrarea se integrează în seria interioarelor ce redau atelierul artistului de la Târgoviște. Tabloul redă interiorul unei camere cu pereții acoperiți de tablouri, o canapea cu perne în dreapta, fereastră cu draperie prin care de văd elemente de peisaj; în dreapta, măsuță cu obiecte. Capodoperă prin știința compoziției și armonie cromatică bazată pe echilibrul tonurilor calde și reci. Ritm compozițional specific artistului, bazat pe alăturarea formelor rectangulare (tablourile, pernele, masa, diviziunea ferestrei). Semnat: „G. Petrașcu”, cu negru, stânga sus. | Muzeul Țării Crișurilor, Oradea | Cimec    |
|      | Peisaj din Cassis Autor: Grigorescu, Lucian                                                                   | Datare: prima jumătate a sec XX Școală: Școala românească interbelică Dimensiuni: 305 x 400 mm Material: ulei pe carton                       | Lucrare realizată în perioada șederii artistului la Cassis, când se afirmă ca exponent de seamă al postimpresionismului european. Peisaj inspirat din Cassis, reprezentând case suprapuse, ușor geometrizate, silueta unei biserici și malul mării. Culori calde, cu predominarea nuanțelor de ocru, griuri albăstrii, verde, redând pitorescul peisajului transfigurat de razele soarelui. Formele prind viață prin intermediul tușelor mici, picturale, de factură impresionistă. Semnat stânga jos, cu ocru: „L. Grigorescu”. | Muzeul Țării Crișurilor, Oradea | Cimec    |
|      | Flori galbene Autor: Șirato, Francisc                                                                         | Școală: Școala românească interbelică Dimensiuni: 542 x 645 mm Material: ulei pe carton                                                       | Lucrarea ilustrează una din temele preferate ale artistului, natura statică cu flori galbene ce țâșnesc ca pete de lumină solară pe fondul în nuanțe de gri. Pe o masă cu draperie galbenă, se află o vază albastră cu flori în nuanțe de galben - portocaliu și o carte cu coperta roșu-carmin. Rigoarea clasică a compoziției, capacitatea de sinteză a formei, observarea atentă a ambianței coexistă cu o armonie cromatică bazată pe raporturi de complementaritate: albastru-portocaliu; roșu-verde. Semnat stânga jos, cu roșu: „Șirato”. Nedatat. | Muzeul Țării Crișurilor, Oradea | Cimec    |
|      | Pianista Silvia Șerbescu Autor: Anghel, Gheorghe                                                              | Datare: 1961 Școală: Școala românească contemporană Dimensiuni: î: 696 mm, L: 478 mm, l: 295 mm Material: bronz; turnare, șlefuire            | Înfățișată la maturitate, celebra pianistă Silvia Șerbescu se înscrie în seria portretelor marilor figuri ale culturii românești. Artistul prin excelență portretist, sugerează o bogată viață lăuntrică, intensă și expresia gravă, a unei inteligente spiritualități de o noblețe deosebită. Pe chipul ei este concentrată căldura sufletească, simplitatea și modestia, un aer adânc meditativ. Semnat și datat lateral dreapta jos: „GH.D. ANGHEL 1961”. | Muzeul Țării Crișurilor, Oradea | Cimec    |
|      | Femeile din Cașin Autor: Han, Oscar                                                                           | Datare: 1920 Școală: Școala românească interbelică Dimensiuni: î: 315 mm, L: 236 mm, l: 150 mm Material: bronz; turnare, șlefuire             | Lucrare de mici dimensiuni este realizată cu maximum de plasticitate a modelajului în lut, vibrații ale suprafețelor în stil impresionist pentru a reda trăsăturile feței și îmbrăcămintea. Trăirile sufletești a celor două țărănci sunt ilustrate prin atitudinea plină de smerenie în momentul rugăciunii. Semnat și datat în spate de pe plintă: „O HAN 1920”. | Muzeul Țării Crișurilor, Oradea | Cimec    |
|      | Mama și copilul Autor: Jalea, Ion                                                                             | Școală: Școala românească interbelică Dimensiuni: î: 327 mm, L: 350 mm, l: 200 mm Material: bronz; turnare, șlefuire                          | Compoziția monolit de o stabilitate accentuată, descrie portretele simbolice ale iubirii dintre mamă și copil. Mama cu o fină maramă peste coafura în cosițe împletite, ține ocrotitor capul copilului, între mâna cu o palmă puternică care muncește din greu și buzele lipite de creștet. Lucrarea emoționează prin conținutul ei liric și firească asociere între gingășia sentimentului matern și sobrietatea clasică a limbajului plastic. Inscripții în spate stânga jos, o ștampilă: „A.S. ARTA ROMÂNĂ, TURNĂTORIE, BUC.”. | Muzeul Țării Crișurilor, Oradea | Cimec    |
|      | Don Quijote Autor: Fekete, Iosif (Negrulea)                                                                   | Datare: 1934 Școală: Școala românească interbelică Dimensiuni: Î: 625 mm, l: 150 mm, L: 822 mm Material: bronz; turnare, șlefuire             | Lucrarea definește stilul anilor de creație interbelici, înscriindu-se în seria grupurilor statuare de mici dimensiuni, pe care le-a realizat în această perioadă. Stilizarea adecvată a subiectului ajută la sublinierea umorului fin și a unei interpretări subtile a celebrului personaj. Se remarcă eleganța și puritatea liniei, renunțarea la amănunte prozaice, semnificația simbolică a gesturilor și a detaliilor caracteristice. Semnat în spate pe plintă: „I. Fekete”. | Muzeul Țării Crișurilor, Oradea | Cimec    |
|      | Solo de vioară Autor: Fekete, Iosif (Negrulea)                                                                | Datare: 1935? Școală: Școala românească interbelică Dimensiuni: Î: 620 mm, baza plintei: 102 mm, L: 105 mm Material: bronz; turnare, cizelare | Sculptură sveltă, puternic ascensională, reprezintă silueta fină a unei femei în momentul de extaz în timpul aplauzelor din partea publicului auditor, ce încununează succesul unui concert în care artista violonistă a susținut un solo de vioară. Contopirea ființei artistei cu instrumentul ei vioara simbolizează acea unitate indestructibilă ce o face să devină ea însăși „solo de vioară”. Simplitatea formală în sinteză cu esența artei. Semnat pe postament: „I. FEKETE”. | Muzeul Țării Crișurilor, Oradea | Cimec    |
|      | Armonie Autor: Fekete, Iosif (Negrulea)                                                                       | Datare: 1935 Școală: Școala românească interbelică Dimensiuni: Î: 558 mm, l: 135 mm, L: 205 mm Material: bronz; turnare, cizelare             | Sculptură sveltă, ușor fusiformă prezintă sinteza formelor fine ale corpului uman cu simbolul muzicii reprezentat printr-o vioară. Semnat, datat stânga, pe plintă: „I. NEGRULEA 1935”. | Muzeul Țării Crișurilor, Oradea | Cimec    |
|      | Primul sărut Autor: Fekete, Iosif (Negrulea)                                                                  | Datare: 1935 Școală: Școala românească interbelică Dimensiuni: Î: 472 mm, l: 100 mm, L: 290 mm Material: bronz; turnare, șlefuire             | Sculptură de forma unei arcade, aluzie la elementul arhitectural al deschiderilor în stil gotic al porților sau geamurilor ogivale. Lucrarea se evidențiază prin sintetismul tratării formelor corpurilor (al unei femei și al unui bărbat) unui cuplu de tineri și simbolistica sentimentului iubirii prin fina atingere a buzelor, ansamblu asociat cu forma flăcărilor. Semnat, datat stânga jos, pe plintă: „I. Negrulea, 1935”. | Muzeul Țării Crișurilor, Oradea | Cimec    |
|      | Ogar Autor: Fekete, Iosif (Negrulea)                                                                          | Datare: 1935? Școală: Școala românească interbelică Dimensiuni: Î: 650 mm, l: 163 mm, L: 546 mm Material: gips patinat                        | Face parte din seria de sculpturi animaliere create de artist în prolifica perioade 1931-1936. Se remarcă corpul arcuit cu suplețe, prelungind cu rară eleganță linia sveltă și sensibilă a capului și gâtului, sprijinite pe picioare fine pline de stabilitate. | Muzeul Țării Crișurilor, Oradea | Cimec    |
|      | Interior de atelier Autor: Michăilescu, Corneliu                                                              | Datare: primele decenii ale sec. XX Școală: Avangardismul românesc Dimensiuni: 290 x 420 mm Material: ulei pe carton                          | Interior de atelier, pictat între anii 1925-1929, sub influența cubismului. Tratarea formei reflectă tendințele constructiviste, de nuanță cubistă ale autorului, prin volume decupate într-un spirit geometric, dar și prin interesul pentru suprapuneri și unghiuri diferite. Pornind de la realitate, autorul ajunge la o viziune sintetică, originală, în care subiectul devine un pretext pentru noua manieră de interpretare a formei. Coloritul intens și nuanțele diferite ale obiectelor (albastru-indigo, portocaliu, roșu, verde, violet, ocru) amplifică impresia de decupaj al formelor, intențiile plastice constructive ale acestuia. | Muzeul Țării Crișurilor, Oradea | Cimec    |
|      | Peisaj din Baia Mare Autor: Szolnay Sándor                                                                    | Datare: 1927 Școală: Școala de la Baia Mare Dimensiuni: 470 x 570 mm Material: ulei - pânză                                                   | Lucrarea reflectă preferința pentru peisaj a Școlii de pictură de la Baia Mare și una din temele frecvente în creația acesteia-orașul Baia Mare. Peisaj compozițional ce redă o stradă cu case și copaci, iar la orizont dealuri, remarcabil prin picturalitate și armonia nuanțelor de ocru, verde, brun, albastru, gri-violet. Modalitatea de înșiruire a caselor, drumul pe care merg oamenii contribuie la impresia de perspectivă. Se remarcă picturalitatea, influența manierei cezanniene de redare a formelor (casele și dealurile). | Muzeul Țării Crișurilor, Oradea | Cimec    |
|      | Iarna pe ulița minerilor Autor: Ziffer Sándor                                                                 | Școală: Școala de la Baia Mare Dimensiuni: 605 x 565 mm Material: ulei - pânză                                                                | Peisaj de iarnă, redând case dispuse în perspectivă, la stânga și la dreapta unei ulițe. Pictorul recurge la nuanțe pastelate de ocru și albastru, redând impresia de strălucire a zăpezii în care se reflectă razele soarelui. La orizont, spre punctul de convergență al liniilor de perspectivă, se vede un deal și vârfurile unor brazi. Impresia de soliditate și plasticitate a formelor, sugestia spațialității și a jocului de lumini și umbre. | Muzeul Țării Crișurilor, Oradea | Cimec    |
|      | Parcul Școlii de pictură din Baia Mare Autor: Ziffer Sándor                                                   | Datare: 1923 Școală: Școala de la Baia Mare Dimensiuni: 640 x 800 mm Material: ulei - pânză                                                   | Tema ilustrează preferința pentru peisaj a Școlii de pictură de la Baia Mare, dar și abordarea de către artist a unor tendințe inovatoare(expresioniste), aflate la modă în epocă. Parcul Școlii de pictură de la Baia Mare se integrează în seria peisajelor inspirate de acest subiect, prezent în creația membrilor Școlii. Tabloul redă un parc cu copaci, între care se văd case gălbui cu acoperișuri roșii. Cromatică intensă, de nuanță fovistă. Deformările expresioniste ale coroanei copacilor, la fel ca și cerul plumburiu cu nori sugerează o atmosferă tensionată (apropierea furtunii, dar și starea sufletească a artistului) . | Muzeul Țării Crișurilor, Oradea | Cimec    |
|      | Bolnava Autor: Mattis-Teutsch, Hans                                                                           | Dimensiuni: 1005 x 626 mm Material: ulei pe placaj                                                                                            | Lucrarea "Bolnava" reflectă preocupările artistului pentru esența fizică și spirituală a omului, specifice ultimei perioade de creație. Figurile prelungi, triste și expresiile faciale tipizate ale medicilor, nuanța de alb-gălbui, în care se contopesc veșmintele medicilor, chipul pacientei (cu trăsăturile sumar redate) și fundalul lucrării creează o ambianță angoasantă, specifică spitalelor. Redați frontal, unul în fața celuilalt, medicii exprimă ideea unei înaintări mecanice, absente, de la un caz la altul. Contopirea personajelor în fundalul tabloului se explică prin intenția artistului de a rezolva prin aceeași nuanță de alb-gălbui, problema luminii și a culorii | Muzeul Țării Crișurilor, Oradea | Cimec    |
|      | Vază cu flori Autor: Pallady, Theodor                                                                         | Școală: Școala românească interbelică Dimensiuni: 610 x 500 m Material: Ulei pe pânză, maruflată pe carton                                    | Lucrarea ilustrează una din temele preferate ale artistului, natura statică creatoare de atmosferă, cu aluzii la preocupari intelectuale (călimară, carte), sau la efemeritatea existenței (florile). Pe o masă ovală cu draperie galbenă, o vază albastră cu flori albe și portocalii, călimară cu pană și carte. Vaza se reflectă în oglinda cu ramă albă de pe peretele din fundal. Rigoarea clasică a compoziției, capacitatea de sinteză a formei, observarea atentă a ambianței coexistă cu o armonie cromatică tipică artistului, bazată pe tonuri de gri, ocru și albastru. | Muzeul Țării Crișurilor, Oradea | Cimec    |
|      | Clopotnița Bisericii din Târgoviște Autor: Petrașcu, Gheorghe                                                 | Datare: 1927 Școală: Școala românească interbelică Dimensiuni: 380 x 415 cm Material: Ulei; Pânză                                             | Lucrarea se integrează în tematica de inspirație rurală specifică artistului, redând silueta unei biserici sătești cu clopotniță, pe un fundal cu cer albastru deschis și nori albi. Culori așternute într-o pastă consistentă dând impresia de solidaritate, austeritate și perenitate. Predomină tonurile reci de albastru, verde, gri, echilibrate prin nuanțe de ocru și cărămiziu, impresia de lumină fiind sugerată prin pete mari de alb strălucitor. | Muzeul Țării Crișurilor, Oradea | Cimec    |
|      | Peisaj bucureștean Autor: Phoebus, Alexandru                                                                  | Datare: 1933 Școală: Școala românească interbelică Dimensiuni: 926 x 710 cm Material: Ulei; Pânză                                             | Lucrarea reflectă una din temele preferate ale artistului, piesajul citadin de factură contructivistă. Redă un grupaj de case de la periferia Bucureștiului. Formele epurate, reflectă tendința de geometrizare a limbajului plastic. Tonalitatea cromatică rece, frecventă în lucrările artistului, având ca element specific alăturarea nuanțelor de albastru - gri, cu irizații argintii. Zăpada de pe acoperișurile caselor le conferă o strălucire specifică. Impresia de însingurare proprie iernii e sugerată atât cromatic, cât și prin subiect copacul desfrunzit ce se zărește printre case, calul ce trage după el o roabă goală. Tratarea culorilor conferă peisajului o notă de irealism. | Muzeul Țării Crișurilor, Oradea | Cimec    |
|      | Iancu de Hunedoara discutând cu episcopul Ioan Vitesz Autor: Than, Mor                                        | Datare: sec. XIX Școală: Școală maghiară Dimensiuni: 146 x 197 cm Material: ulei pe pânză                                                     | Tabloul se încadrează în tematica istoristă specifică romantismului. În centrul compoziției e redat Iancu de Hunedoara îmbrăcat în hlamidă și pantaloni de culoare roșie, cu o expresie meditativă, stând la masă alături de episcopul Ioan Vitesz care poartă o reverendă gri și o tichie roșie. În colțul din dreapta se vede o altă cameră în care trei personaje stau la o masă. Descriere minuțioasă, obiectivă a detaliilor de interior (mobilier, ferestre gotice, veșminte). Nesemnat, nedatat. | Muzeul Țării Crișurilor, Oradea | Cimec    |
|      | Portretul lui Bathory Laszlo Autor: Jakobey, Karoly                                                           | Datare: 1868 Școală: Școală maghiară Dimensiuni: 36,8 x 29 cm Material: ulei pe pânză                                                         | Portretul unui călugăr paulin Bathory Laszlo (secolul al XV-lea) reprezentat ca un bărbat în vârstă, chel, cu păr, barbă și mustață albă, îmbrăcat în rasă monahală de culoare albă. Fundal de culoare verde oliv; capul și bustul personajului ușor întoarse spre stânga. Semnat lateral dreapta, cu galben: Jakobey, (1)868. | Muzeul Țării Crișurilor, Oradea | Cimec    |
|      | Maiestas Domini Autor: Lair, Franz                                                                            | Datare: sec. XIX Școală: Școală germană Dimensiuni: 104 x 74 cm Material: ulei pe lemn; foiță de aur                                          | Pictura (panou în formă de migdală) redă tema iconografică de inspirație occidentală Isus în glorie, constând din reprezentarea lui Isus în mandorlă de lumină, în ipostaza de judecător, redat stând pe curcubeu și cu picioarele sprijinite pe globul pământesc. Poartă mantie roșie tivită cu fir de aur și captușeala albastră. În stânga ține Biblia deschisă, iar cu dreapta binecuvântează, aureola și fond de aur. Semnat dreapta jos, cu negru: Franz Lair. Nedatat. | Muzeul Țării Crișurilor, Oradea | Cimec    |
|      | Portretul împăratului Francisc Ștefan de Lorena Autor: Anonim austriac                                        | Datare: sec. XIX Școală: Școală austriacă Dimensiuni: 116 x 83,5 cm Material: ulei pe pânză                                                   | Portretul ¾ al împăratului Francisc Ștefan de Lorena redat ca un bărbat de vârstă mijlocie cu perucă, jiletcă alb cu roșu și butoni aurii; ține mâna stângă ușor îndoită, iar dreapta sprijinită pe o masă unde se află coroana imperială așezată pe o pernă roșie. În fundal, o coloană canelată. Nesemnat, nedatat. | Muzeul Țării Crișurilor, Oradea | Cimec    |
|      | Fată tristă Autor: Koroknai, Otto                                                                             | Datare: 2/2 sec. XIX Școală: Școală maghiară Dimensiuni: 30,9 x 20,3 cm Material: ulei pe pânză                                               | Femeie reprezentată în mărime naturală, cu o expresie gravă, privirea melenacolică, mâna stângă lipită de obraz și dreapta sprijinită de un scaun, e desculță, poartă șorț verde închis. Predomină nuanțele verde oliv. Semnat stânga jos, cu negru, în monogramă: K, nedatat. | Muzeul Țării Crișurilor, Oradea | Cimec    |
|      | Portret de femeie Autor: Anonim austriac                                                                      | Datare: sec. XIX Școală: Școală austriacă Dimensiuni: 70 x 55 cm Material: ulei pe pânză                                                      | Portret cu tușă picturală al unei femei tinere, brunete, cu fața prelungă, ovală, fardată. Poartă rochie albastră, decoltată cu mâneci bufante, terminate cu dantelă, cercei și colier gros de aur. Fundal neutru de culoare gri. Nesemnat, nedatat. | Muzeul Țării Crișurilor, Oradea | Cimec    |
|      | Portret de fată Autor: Arsenievich Vinogradov, Sergei                                                         | Datare: 1934 Școală: Școală rusă Dimensiuni: 38,5 x 32 cm Material: ulei pe pânză                                                             | Portretul unei fete cu păr șaten și cărare la mijloc; poartă cămașă roșie și un șal amplu, alb cu motive decorative care-i acoperă umerii. Privirea exprimă un sentiment de tristețe; tușă picturală, fluentă, fundal de culoare ocru deschis. Semnat și datat dreapta sus, cu brun: Vinogradov, 1934. | Muzeul Țării Crișurilor, Oradea | Cimec    |
|      | Contrejour (Apus de soare la Oradea) Autor: Macalik, Alfred                                                   | Datare: 1927 Școală: Școală maghiară Dimensiuni: 24,6 x 32 cm Material: ulei pe carton                                                        | Tabloul redă într-o gamă cromatică discretă, fină clădirile de pe malul Crișurilor, învăluite în lumina difuză a unui apus de soare. Se remarcă finețea nuanțelor de gri-violet, cafeniu, ocru. Siluetele construcțiilor se reflectă pe suprafața apei. Semnat și datat stânga jos, zgâriat: Macalik (1)927. | Muzeul Țării Crișurilor, Oradea | Cimec    |
|      | Interior roșu Autor: Macalik, Alfred                                                                          | Datare: 1946 Școală: Școală maghiară Dimensiuni: 72 x 105 cm Material: ulei pe carton                                                         | Tabloul redă într-o gamă cromatică caldă salonul rococo din Palatul baroc orădean și o parte din galeria de portrete episcopale dispuse pe pereții acestuia. Pictorul descrie minuțios piesele de mobilier și soba de faianță în stil rococo, tapiseria și draperiile de culoare vișinie, realizând o lucrare cu valoare documentară în ceea ce privește înfățișarea salonului în a doua jumătate a seculului al XX-lea (1946). Impresia de spațialitate este redată firesc. Semnat și datat stânga jos, zgâriat: Macalik (1)946. | Muzeul Țării Crișurilor, Oradea | Cimec    |
|      | Sala gravurilor Autor: Macalik, Alfred                                                                        | Datare: 1926 Școală: Școală maghiară Dimensiuni: 73 x 99 cm Material: ulei pe carton                                                          | Tabloul redă într-o gamă cromatică caldă Sala gravurilor din Palatul baroc orădean. Pictorul descrie minuțios interiorul încăperii, pereții decorați cu stampe, candelabrul în stil Secession, sugerând firesc perspectiva prin intermediul ușii deschise spre o altă sală. Pictură cu valoare documentară în ceea ce privește înfățișarea salonului la începutul secolului al XX-lea (1926). Semnat și datat stânga jos, zgâriat: Macalik (1)926. | Muzeul Țării Crișurilor, Oradea | Cimec    |
|      | Circ Autor: Macalik, Alfred                                                                                   | Datare: 1930 Școală: Școală maghiară Dimensiuni: 60 x 64,5 cm Material: ulei pe carton                                                        | Tabloul redă, cu o viziune panoramică și o tușă picturală copertina unui circ ce se vede prin fereastra atelierului artistului; în jurul lui se vede o mulțime de oameni, redați prin pete mici, impresioniste; în fundal, diferite clădiri și silueta unor biserici. Pe pervazul ferestrei se află o vază cu flori și o cană cu pensule. Gamă cromatică fină, cu nuanțe de cafeniu, griuri colorate; sugestia firească a perspectivei. Semnat și datat stânga jos, zgâriat: Macalik (1)930. | Muzeul Țării Crișurilor, Oradea | Cimec    |
|      | Portret de femeie Autor: Anonim olandez                                                                       | Datare: sec. XVII Școală: Școală olandeză Dimensiuni: 74 x 53,5 cm Material: ulei pe pânză                                                    | Portretul alegoric al unei femei îmbrăcată în rochie maro, cu decolteu larg și mâneci din dantelă, pelerină neagră de dantelă, obrajii fardați evident; poartă mărgele, cercei roșii, în stânga ține o seceră, iar în dreapta un evantai. Dreapta sus, inscripția Aestas, cu roșu. Nesemnat, nedatat. | Muzeul Țării Crișurilor, Oradea | Cimec    |
|      | Îngeri adorând pe Iisus Autor: Anonim italian                                                                 | Datare: sec. XVIII Școală: Școală italiană Dimensiuni: 59,7 x 74 cm Material: ulei pe pânză                                                   | Compoziție religioasă reprezentându-l pe Iisus copil, nud, așezat pe o pernă roșie căptușită cu alb. În dreapta Sa stau doi îngeri cu mâinile împreunate sau aduse la piept și o expresie de adorație. Deasupra lui Iisus, două capete de putti cu aripi. Scena este adusă în prim plan. Nesemnat, nedatat. | Muzeul Țării Crișurilor, Oradea | Cimec    |
|      | Moise salvat din apă Autor: Anonim italian                                                                    | Datare: sec. XVIII Școală: Școală italiană Dimensiuni: 63 x 54,5 cm Material: ulei pe pânză                                                   | Scenă religioasă în peisaj, ilustrând găsirea și salvarea lui Moise din apă. Spre centrul lucrării, o femeie seminudă în genunchi ține în brațe un copil; lângă ea se află cutia în care a fost găsit copilul și încă trei personaje, două femei și un bărbat. În fundal, peisaj cu elemente arhitecturale sugerând un templu, un râu, munți și ruinele unei cetăți. Perspectiva redată cromatic, cer valorat. Nesemnat, nedatat. | Muzeul Țării Crișurilor, Oradea | Cimec    |
|      | Peisaj din lumea basmelor Autor: Fenes, Adolf                                                                 | Datare: secolul XX Școală: Școală maghiară Dimensiuni: 42 x 60 cm Material: ulei pe pânză                                                     | Peisaj cu o nuanță de irealism, specifică celei de-a treia etape de creație; redă central o insuliță pe care se află o biserică; în prim plan, oameni ce vin pe un drum, printre dealuri joase, în nuanțe de brun; în fundal alte dealuri de culoare verde deschis și nori mari, albi. Semnat dreapta jos: Fenes A. | Muzeul Țării Crișurilor, Oradea | Cimec    |
|      | Portretul lui Pazmany Peter Autor: Jakobey Karoly                                                             | Datare: 1867 Școală: Școală maghiară Dimensiuni: 37 x 29 cm Material: ulei pe pânză                                                           | Portretul unui bărbat cu barbă, mustață neagră și sprâncene puternic arcuite. Poartă tocă și mantie roșie, specifice demnității de cardinal, iar deasupra un colan gros cu cruce din aur. Fond de culoare verde oliv. Portretul personajului e încadrat într-un oval. Semnat lateral dreapta, cu roșu: Jakobey K., (1)867. | Muzeul Țării Crișurilor, Oradea | Cimec    |
|      | Salonul roșu cu candelabru Autor: Macalik, Alfred                                                             | Datare: 1942 Școală: Școală maghiară Dimensiuni: 62 x 73 cm Material: ulei pe carton                                                          | Tabloul redă într-o gamă cromatică caldă un salon cu tapiserie roșie de mătase din Palatul baroc orădean. Pictorul descrie minuțios interiorul încăperii, pereții tapetați cu mătase vișinie, candelabrul în stil Secession. Perspectiva este sugerată prin intermediul ușii deschise și a covorului roșu care conduce privirea spre alte saloane. Semnat și datat stânga jos, zgâriat: Macalik (1)942. | Muzeul Țării Crișurilor, Oradea | Cimec    |